# プレステージ (アダルトビデオ)
有限会社プレステージ（PRESTIGE）は、東京都渋谷区に本社を置くアダルトビデオメーカー。

## 概要
絶対的美少女メーカー、そして完全独立系を謳うインディーズAVメーカー。2002年の設立当初は「エスカレートするド素人娘」、「過激生素人」（後に「新過激生素人」に改題）、「ブリーディングクラブ」、「ちゅーぼーいえで体験記」（後に「じゅーだいいえで体験記」に改題）などをリリースしていた。2005年に入ると、専属単体女優「P-Girls」5人を一斉デビューさせるなど一躍注目を浴びるも不発に終わる。
しかし、直後に発売したシリーズ「初撮りバイブル」、「Tokyo流儀」、「ウリをはじめた制服少女」などが爆発的なヒットを連発する。2006年には多人数出演作品や総合販売の作品にも力を入れ始め、どれも売れ筋のタイトルとなり、この当時、業界で最も勢いのあるメーカーとなった。2007年「WATER POLE」シリーズにスペシャル版を出すなど、ギャル＝PRESTIGEとしての認知度が高まる。更に女子校生作品の中では業界NO.1のヒットシリーズとなった「REC」の9、13などが爆発的なヒットを記録する。また、女子大生作品、OL作品、そして単体作品「ZERO」シリーズも発表されている。内容はノーマルなハメドリながら月に約150人と面接し、出演女優のレベルを上げ「素人＝かわいくない」という当時の常識を覆し、徐々にライトユーザーを確保し、売り上げを上げていった。『NAO DVD』（2009年9月号）では、やり方はエスワンと対極ながら、「かわいい子のセックスが見たいというAVの基本を押さえている」共通性があると解説されている。
出版業界との関係も強化し、多大な影響を与えつつある。レンタルDVD、携帯サイトと他分野にも進出している。さらに2009年10月から明日花キララと専属契約。2010年1月から明日花キララとバッファロー吾郎のラジオ番組「キラキラ吾郎」がラジオ大阪でスタート。様々なメディアと連携をはかり、売り上げの拡充を図っている。
2012年に創立10周年を迎えるのにあわせ、専属女優による記念作品がリリースされている。
2019年9月、アダルトグッズ「プレステージカップ」発売。
2021年2月25日、3月末日をもって通販サイトFANZAがプレステージ、DOCなどプレステージグループ作品の動画配信販売、DVDなどの通信販売の終了を告知した。プレステージ側も八掛うみを広告に起用し、4月1日からのMGS動画利用を促す動画を作成している。FANZAから引き揚げた一方、この時期よりU-NEXTでの作品配信を開始。
2022年4月27日 - 5月10日、「既成概念に囚われず、個性がリスペクトされる自由なファッション」をテーマに掲げ、ジェンダーレス・アイテムや限定アイテムなど取り扱うポップアップショップ『PRESTIGE APPAREL POP UP SHOP』を渋谷パルコ3階に出店。出店期間は、プレステージ専属女優も店頭で接客を行う。
同年8月24日、スマートフォンサイトからでも商品の注文、購入が可能となるよう公式サイトをリニューアル。
2019年の広報担当者インタビューによると「一番の強みは発掘力」と述べており、タレント性ある女優の起用よりも「『目立たないけどかわいい子』、『芸能人以上のかわいさを持つ素人』」の起用に力を注いでる」。出演ハードルを下げる意味もありMGS動画ではシリーズ化しているドキュメント系の企画モノも多い。キャスティングの専属契約面接の合格率は1%～2％と言われる。

## レーベル・シリーズ
- ABSOLUTE
  - 最新やみつきエステ（2012年1月 - ）
  - 僕を誘惑する隣の綺麗なお姉さん（2011年11月 - ）
  - 満足度満点ソープ（2011年6月 - ）
  - 一泊二日、美少女完全予約制。（2010年11月 - ）
  - お嬢さま専門・姦淫性感クラブ（2011年1 - 10月）
- ABSOLUTELY PERFECT
  - 天然成分由来（2012年6月 - ）[14]
- BLOOM
  - エロ一発妻（2008年7月 - ）
- CLASS JD
  - 女子キャンナウ（2010年8月 - 2011年5月）
- DAISY（2007年5月 - 2008年8月）
- DELIVERY SOAP
  - 夕焼け素人宅配ソープ（2011年10月 - ）
- DOLLDOLL
  - LOOK（2010年8月 - 2011年4月）
  - ワリキリ、ハミ乳娘貸し切り。（2010年7月 - 2011年6月）
- EGG
  - 未○年（2007年11月 - 2008年10月）
- ensemble
  - 禁断熟母（2008年6月- 11月）
- EVOLUTION
  - 働くオンナ（2007年7月 - ）
  - Can College（2007年6月 - 2012年7月）
- ＦisherMans
  - 120%リアルガチ軟派（2010年8月 - ）
- FLOWER DIVE
  - DEBUT!（2004年10月 - 2005年4月）
- GUILTY
  - 狂乱アクメ（2006年12月 - 2012年2月）
- HONEY
  - 白衣白書（2009年10月 - 2010年7月）
- INU
  - 従順ペット候補生（2010年10月 - ）
  - 東京ブルドック（2010年9月 - 2011年10月）
- JK
  - モリッ娘 Walker（2007年6月 - 2008年7月）
  - 聖 Gカップ女子校生（2007年6月 - 2008年3月）
- JOB
  - 働くオンナ2（2011年6月 - ）
- LEVEL
  - REC（2006年7月 - 2011年5月）
- NEW REC（2011年1月 - 10月）
- Predator
  - 街角美少女を、本気でヤッちゃいました。（2012年6月 - ）
- SURVIVOR
  - VANILLA（2009年1月 - 2010年8月）
- TREASURE
  - 一泊二日、美少女完全予約制。（2010年11月 - ）
  - 働くオンナ（2007年7月 - ）
- WILD CHERRY
  - HANABI（2008年5月 - 2009年7月）
  - 顔射の美学（2008年8月 - 2009年4月）
- XANADU
  - アメスク（2008年3月 - 2009年12月）
- ZERO（2007年11月 - 2009年11月）
- 赤坂裏過激団
  - いたぶられっ娘（2003年4月 - 2004年5月）
- 油屋
  - 人妻不倫温泉（2011年4月 - ）
- 一筒
  - この娘、アナレンタル（2011年4月 - 2012年5月）
- うり・えんじぇる
  - ウリをはじめた制服少女（2005年4月 - 2008年12月）
- エロジナスゾーン・WPC
  - WATER POLE（2005年12月 - ）
  - 素人猥写（2009年3月 - 2011年3月）
  - ほっとトゥギャザー!!（2008年4月 - 2010年7月）
  - ギャルズトーク（2009年1月 - 2010年6月）
  - スレンダー（2009年8月 - 2010年3月）
  - 人妻ナイトクルーズ（2006年6月 - 2009年12月）
  - ULTRA BIG TITS（2006年8月 - 2009年2月）
- 大塚ロック
  - 俗に言う、具合のイイ女。（2009年11月 - 2010年7月）
- 京花堂
  - このオンナ妻につき（2010年9月 - 2011年3月）
- ザ・ドキュメント
  - 続・エロ一発妻（2010年12月 - 2011年5月）
- シークレットコミュニケーション
  - 新過激生素人（2004年7月 - 2005年6月）
  - 過激生素人（2003年4月 - 2005年3月）
- 素人派遣専門。
  - 素人娘、お貸しします。（2009年4月 - ）
  - 女子のお宅に、おじゃまします。（2009年9月 - 2010年7月）
- セルどる
  - セックスと制服（2012年1月 - 8月）
  - ダマし撮りじぇねれーしょん（2010年8月 - 2011年9月）
  - 職女。（2010年8月 - 2011年6月）
- だましや
  - エスカレートするドしろーと娘（2003年5月 - ）
- 地方専門
  - シロウトハンター（2011年6月 - ）
- 東京Style
  - Tokyo流儀（2005年8月 - 2009年9月）
- 東京サポ
  - 素人フォルダ（2007年7月 - 12月）
  - 素人生汁娘（2005年10月 - 2007年6月）
- 毒まむし
  - やりたい放題（2008年10月 - ）
  - タランチュラ（2008年10月 - 2009年3月）
- はずかし
  - 恥ずかしいわたし（2011年3月 - 11月）
- はらじゅくど〜る
  - じゅーだいいえで体験記（2003年11月 - 2008年9月）
- ピーピングプロ
  - ピッキング盗撮（2003年11月 - 2005年5月）
- 百景
  - 変態宣言（2010年3月 - 8月）
  - 人妻百景（2009年5月 - 2010年2月）
- ブリーディングクラブ（2003年8月 - 2005年6月）
- ブレインショック
  - 強淫シリーズ（2003年3月 - 2005年4月）
- ます。
  - 絶対的美少女、お貸しします。（2010年11月 - ）
  - 続・素人娘、お貸しします。（2010年8月 - ）
  - 突撃!!女子のお宅に、おじゃまします。（2010年8月 - 2012年7月）
- マダムセレブ
  - 欲張り主婦の性衝動（2011年6月 - 11月）
- マンハッタン
  - 100％リアルガチ軟派（2007年5月 - 2010年7月）
  - 友達の彼女（2008年4月 - 2010年3月）
- マンハッタンイズム（2007年10月 - 2008年6月）
- もみ隊
  - 天然巨乳をウリにする素人娘（2011年7月 - 2012年1月）
- 夜伽屋
  - 萌えあがる募集若妻（2004年6月 - ）
- よろず企画
  - 人間観察ドキュメント Q&A（2012年5月 - ）
  - 完全ガチ交渉!街で噂の、ウブな看板娘を狙え!（2011年11月 - ）
  - 働くオンナ獲り（2011年2月 - ）
- 雷神
  - アナルアクメ耐久ファック（2007年6月 - 2010年7月）
  - 高貴美少女学園（2007年3月 - 2008年12月）

### グループメーカー
最強属性（2016年9月 - ） - 監督を主にCP田園がつとめる。
TOY GIRL（2012年8月 - ）
デジスタ（2011年10月 - ）
- ソクハメラボ
  - 美少女即ハメ白書（2012年6月 - ）

藪スタイル（2011年1月 - ）
シロウトTV（2010年12月 - ）
- シロウトTV PREMIUM（2010年12月 - ）

MAGIC（2010年11月 - ）
- くどきぐい
  - 素人隙まん娘（2012年12月 - ）
- タブレット
  - イキ過ぎた着エロ（2011年9月 - ）

最強（2010年9月 - ）
GALLOP（2010年8月 - ）
- GIFT
  - 絶頂!本気イキな女たち20人（2012年6月 - ）
  - OLたちの職場に内緒のHなアルバイト（2010年11月 - ）
  - 極上素人とヤりたい!SSS級素人の美少女コレクション（2010年10月 - ）
  - GALLOP×街で見かけた素人ナンパ22人（2010年9月 - ）
  - あなたのお部屋に素人娘お貸しします。（2011年3月 - ）

DOC（2009年1月 - ）
- 本日 宿泊可!!（2010年8月 - 2012年4月）

- Cherish
  - 堕ちてゆく人妻（2012年11月 - ）
- Encounter
  - 素人ゲリラガチ軟派（2011年11月 - ）

MAD（2008年12月 - ）
- 風
  - アクメセミナー（2008年12月 - 2009年3月）
- 雷
  - MADGAME（2011年5月 - ）
  - 縛馬（2010年5月 - 2011年11月）
  - 拘束監禁ドリル地獄（2008年12月 - 2010年1月）
- 山
  - 嬲棄山（2010年9月 - ）
  - 神技!!天狗亜苦滅（2008年12月 - 2009年9月）

ONE MORE（2007年4月 - ）
- 24/7[TWENTY FOUR/SEVEN]（2009年7月 - 2010年8月）
- 恋【ren-ya】夜（2009年2月 - 2010年8月）
- ONCE
  - 24/SEVENα（2010年9月 - ）
  - 恋【ren-ya】夜。Premium（2010年9月 - ）
  - 「このオンナ、最上級。」（2011年12月 - ）
  - PINK BUTTERFLY（2010年9月 - ）
  - 卒業2（2010年7月 - ）

ZETTON（2006年9月 - ）
- Apricot
  - はじめてのAV（2011年3月 - ）
- aqua
  - TokyoStreetGraffiti（2009年5月 - 2010年2月）
- Cobra
  - ギャル校生（2008年1月 - 2010年9月）
- Emperor
  - 宇宙的美少女登場（2006年9月 - 2008年3月）
- Fixer
  - 当日仕事アリマス!（2006年9月 - 2010年3月）
- Lemon
  - 働くギャル社長（2010年8月 - ）
- Pegasus
  - ナースコール（2007年11月 - 2010年8月）
- Pentagon
  - OLとヤろう!（2007年7月 - 2010年3月）
- Piranha
  - 部活帰り（2010年3月 - ）
  - あい・らぶ・すいむ（2007年4月 - 2008年6月）
- 雅
  - 職業欄は生保レディ（2009年4月 - 2012年3月）

フルセイル（2006年6月 - ）
- MANNISH（2009年2月 - ）
- ミスキャンパス通信（2008年7月 - ）
- FULL SAIL
  - ワリのいいバイトをはじめた娘（2006年6月 - 2008年7月）
- F-STYLE
  - あなたの朝勃ちヌキに行きます。（2010年10月 - ）
  - 首都圏淫交（2010年10月 - 2011年11月）
- natural
  - Street Snap（2009年5月 - ）
- アクセル・東京
  - 東京25時（2007年4月 - ）
- インラインフォー
  - 初撮りバイブル（2005年8月 - 2008年6月）
- 綺麗・カワイイ
  - 街で見かける気になる娘（2012年9月 - ）
- フルスロットル
  - 首都圏援交（2006年10月 - 2010年4月）

### 過去
A.S.E（2007年12月 - 2012年7月）
- GS-STYLE
  - GALSONA（2008年5月 - 2010年6月）

オプス（2007年2月 - 2011年3月）
- SMAC
  - 少女伝説（2007年5月 - 2008年12月）
- 生
  - 中出し了解（2008年1月 - 2009年5月）

流鏑馬グラフィティ（2006年10月 - 2011年5月）
- せゐろ
  - 人妻盗み撮り（2009年2月 - 2010年7月）

アバンギャルド（2006年1月 - 2011年8月）
- BANQUISH（2006年10月 - 2010年10月）
- アバローニ
  - 横浜FEMINISTA（2006年11月 - 2008年5月）

LUSTROUS（2005年12月 - 2011年11月）
- Fallen Angel（2010年11月 - 2011年8月）

## 主な出演女優

### 専属・デビュー
2010年
- 小西悠（8月 - 2012年9月・2013年5月 - 、20作）

2012年
- 水咲ローラ（滝澤ローラ）（7月 - 2013年1月・4月 - 、12作）
- あやみ旬果（9月 - 、30作）
- 青木花恋（11月 - 、9作）
- 大場ゆい（12月 - 、10作）

2013年
- 木村夏菜子（1月 - 、5作）
- 片山ゆう（1月 - 、3作）
- 鈴村あいり（2月 - 、10作）
- 上村美穂（3月 - 、2作）
- 川口さくら（4月 - 、6作）
- 安城アンナ（4月 - 、5作）
- 一世あみ（5月 - 、4作）
- 桜ここみ（6月 - 、6作）
- 玉名みら（6月 - 、6作）
- 相楽いろは（7月 - 、8作）
- 水波明花（7月 - 、3作）
- 月読ひまり（7月 - 、3作）
- 川村まや（7月 - 、5作）
- 川菜美鈴（8月 - 、4作）
- 春咲かざり（8月 - 、4作）
- 小森りこ（8月 - 、5作）
- 藤井あいさ（8月 - 、4作）
- 橋本涼（10月 - 、2作）
- 早乙女凛（10月 - 、2作）
- 西條カレン（11月、1作）

2014年
- 谷田部和沙（12月 - 、5作）

2015年
- 穂高結花（7月 - 、4作）

2016年
- 園田みおん（4月 - ）

2017年
- 凰かなめ（9月 - 、5作）
- 春咲りょう（7月 - 、3作）
- 瀬名きらり（7月 - ）
- 結まきな
- ひなた澪

2018年
- 有村のぞみ（1月 - 、4作）
- 河合あすな（2月 - 、2作）
- 黒川さりな
- 永瀬みなも

2019年
- 野々浦暖
- 真奈りおな
- 涼森れむ
- 斎藤あみり

2020年
- 白石あこ
- 川口夏奈
- 松岡すず
- 蜜美杏
- 結城るみな
- 渚このみ
- 八掛うみ

2021年
- 唯月優花
- 美ノ嶋めぐり
- 七嶋舞
- 神谷凪
- 乃木絢愛
- 小鳩麦
- 流川夕
- 如月えれな

2022年
- 和久井美兎
- 粒楽あむ

2023年
- 鈴の家りん
- 一宮希帆（7月 - ）※MOODYZから移籍。
- 姫野かりす
- 瀧本雫葉
- 蒼乃美月

2024年
- 瀬緒凛
- 釈アリス

#### 過去
2018年
- 藤江史帆（4月 -  2019年）

2017年
- 乙都さきの（7月 - 2020年）

2016年
- 今永さな（6月 - 2017年11月、18作）[注 1]

2014年
- 北野のぞみ（12月、24作）

2013年
- 芽森しずく （12月、14作）
- 柏倉玲華（9月、2作）
- 臼井あいみ（8 - 11月、3作）
- 柚木夏波（8月、2作）
- 森山茜（6月、1作）
- あいかりん（4 - 7月、4作）
- 佐々木絵美（3 - 6月、7作）
- 南野ゆきな（3 - 9月、4作）
- 保坂えり（3 - 11月、3作）
- 栄倉彩（1 - 4月、6作）
- 向井杏（1 - 3月、7作）
- 桜花りり（1 - 3月、7作）

2012年
- 山川青空（12月 - 2013年11月、10作）
- 生駒レミ（12月 - 2013年1月、2作）
- 平瀬みくる（11月 -2013年9月、4作）
- 西井千紗（11月 - 2013年3月、3作）
- 神波多一花（10月 - 2013年6月、8作）
- 内田りさ（10 - 11月、3作）
- 柑菜リサ（10月 - 2013年9月、8作）
- 水原めい（10月 - 2013年1月、4作）
- 春宮こころ（9月 - 2013年7月、10作）
- 朝比奈実和（9月 - 11月、3作）
- 真希レイラ（真木レイラ）（9月 - 2013年3月、3作）
- 浜崎真緒（8月 - 2013年3月、8作）
- 笹木晴（8 - 11月、9作）
- 中里結菜（7 - 10月、4作）
- 夢夏まなつ（7 - 10月、5作）
- 咲夜由愛（6月 - 2013年2月、7作）
- 沖ひとみ（5 - 7月、6作）
- 白石夏美（3 - 9月、9作）
- 涼音沙雪（2 - 8月、6作）
- 小橋咲（2月 - 2013年4月、7作）
- 藤澤美羽（1月 - 2013年5月、23作、引退）

2011年
- 沙藤ユリ（11月 - 2012年9月、9作）
- 朱音ゆい（9月 - 2013年11月、28作）
- 有紀かな（9月 - 2013年11月、14作）
- 川島れい（9月 - 2012年6月、8作）
- 上原瑞穂（9月 - 2012年4月、8作）
- 盛川あきこ（8月 - 2012年6月、4作、引退）
- 水谷心音（7月 - 2013年1月、23作）
- 長谷川ゆな（7月 - 2012年10月、17作）
- 月城ルネ（6月 - 2012年6月、7作[注 2]
- 立花美涼（4月 - 2012年6月、14作）
- 愛原エレナ（4 - 7月、4作）
- あやめ美桜（3月 - 2012年1月、8作）

2010年
- 永沢まおみ（11月 - 2012年6月、8作）
- 春香ルリ（11月 - 2011年3月、5作）
- 加藤リナ（8月 - 2013年3月、47作、引退）

2009年
- 明日花キララ（10月 - 2013年4月、42作）

2008年
- 波多野結衣（6 - 9月、4作）

2005年
- 安西梨恵（4 - 9月、6作、引退）
- 内田沙織（4 - 8月、4作）
- 藤原里香（4 - 8月、3作）
- あきのしほ（4 - 7月、4作）
- 松野ゆい（4 - 7月、3作、引退）
- 夏目純（2 - 3月、2作）
- 池野心（1 - 10月、5作、引退）

2004年
- 可愛あみん（10月 - 2005年10月、6作、引退）

### その他
2012年
- 向井一葉（11月 - 2013年1月、4作）
- 宇佐美なな（11月 - 2013年5月、10作）
- 新山かえで（10月 - 2013年9月、5作）
- 夏目優希（6 - 11月、4作）
- 野村萌香（5月 - 2013年10月、10作）
- 百瀬乃々花（4月 - 2013年6月、11作）
- 初美沙希（2 - 12月、5作）
- 芹沢つむぎ（1 - 12月、11作）

2011年
- 椎名ゆな（11月 - 2013年5月、11作）
- 小倉ゆず（11月 - 2013年1月、13作）
- 椎名ひかる（9月 - 2013年9月、9作）
- さとう遥希（7月 - 2013年6月、25作）
- 坂野由梨（6 - 10月、3作）
- 眞木あずさ（6月 - 2012年11月、6作）
- 北川瞳（5月 - 2012年7月、9作）
- 愛原さえ（3月 - 2012年9月、6作）
- 絵色千佳（1月 - 2012年10月、10作）

2008年
- 成瀬心美（12月 - 2012年7月、15作）

2007年
- AIKA（11月 - 2012年9月、8作）
- 紗奈（10月 - 2012年7月、10作）

## メディア展開
提供番組に専属女優を出演させる形でメディア展開を図っていた。

### テレビ
- おとなの子守唄（2010年10月1日 - 2013年9月27日、サンテレビ）出演:明日花キララ、加藤リナ、水谷心音、白石夏美、藤澤美羽

### ラジオ
- プレステージナイト キラキラ吾郎（2010年1月6日 - 2012年4月25日、ラジオ大阪）出演:明日花キララ
- プレステージナイト2nd カラテカリ〜ナ（2012年、ラジオ大阪）

### ムック本
メーカー提供の写真と映像のみで一冊にするというメーカー系成人向け雑誌の先鞭となる。いずれも書籍部分は2ケタ台に留まり、厚みの大半はDVDケースと保護のための段ボールである。
- 一冊まるごとプレステージ（2006年創刊、ダイアプレス）書店向けムックシリーズ
- 一冊まるごとプレステージてんこ盛り（2008年創刊、ダイアプレス）コンビニ向けムックシリーズ

このほか電子書籍（おもに専属女優の写真集を配信）レーベルとして「プレステージ出版」を持つ。

## グループ会社
- プレステージ出版
- メディアグローバルステージ：同一創業者による動画配信事業企業。